# Jay Hulme
Jay Anthony Hulme (28 de enero de 1997, Leicester) es un poeta inglés y sacristán de la iglesia de St Nicholas en Leicester

## Vida personal
Nació en Leicester, estudio en la escuela secundaria Stonehill  y Longslade College en Birstall, Leicestershire. 
Es un hombre trans
El 2018 se graduo de la Universidad del Oeste de Inglaterra (University of the West of England) con un bachillerato en literatura y periodismo.
No creía en Dios hasta tener una "experiencia divina" tras lo cual se convirtió al anglicanismo-
Entre el 2021 y 2023, fue acosado por una ministra de la iglesia tras rechazar su interés, quién procedió a acusarlo falsamente. La diocésis de Leicester y la policía le creyó a la acosadora hasta que otras víctimas hablaron. 

## Vida Profesional
El 2015 ganó el concurso SLAMbassadors UK, el mayor concurso de poesía hablada en el reino unido 
El 2017 participó en el festival fringe de Edimburgo
Hizo una residencia artística en la iglesia St Giles in the Fields 
Ha publicado varias colecciones de poesía y colaborado en antologías
El 2021, su colección de poesía, Clouds cannot cover us, fue nominada  a la medalla Carnegie
El 2024 hizo un peregrinaje, de Orkney,Escocia, a Durham, Inglaterra, caminando y visitando iglesias
También enseña poesía a niños
Tiene un newsletter sobre en que esta trabajando y que iglesias visitando